# 各務原市立八木山小学校
各務原市立八木山小学校（かかみがはらしりつ やぎやましょうがっこう）は、岐阜県各務原市つつじが丘一丁目にある公立小学校。

## 概要
- 1970年代、各務原市鵜沼地区は新興住宅団地の開発が進められ、1973年（昭和48年）に「つつじが丘」「松が丘」が完成し分譲を開始する。これにより各務原市立鵜沼第一小学校の児童数が増加。その解消のために開校した小学校である。校地は興人団地（つつじが丘）を開発した興人と大和団地（松が丘）を開発した大和団地が提供することになっていたが、興人の倒産の影響もあり、一時建設が危ぶまれた[1]。
- 校名は近くにある標高296mの山である、八木山から名づけられている。計画当初は「各務原市立鵜沼第五小学校」と名づけられる予定であった。
- 通学区域（自治会名による）は、羽場町2丁目（鵜沼羽場町2丁目1番地～145番地）、西町東（大安寺町1丁目・2丁目を含む）、松が丘1丁目、松が丘2丁目、松が丘3丁目、松が丘4丁目、松が丘5丁目、松が丘6丁目、松が丘7丁目、つつじが丘1丁目、つつじが丘2丁目、つつじが丘3丁目、つつじが丘4丁目、つつじが丘5丁目、つつじが丘6丁目、つつじが丘7丁目、つつじが丘8丁目であり[2]、公立中学校の場合の進学先は各務原市立鵜沼中学校である[3]。

## 沿革
- 1977年（昭和52年） - 各務原市立鵜沼第一小学校から分離して開設。
- 1979年（昭和54年） - 体育館完成。

## 交通機関
- 岐阜バス緑苑八木山線「八木山小学校前」バス停下車
- 各務原市ふれあいバス　鵜沼線、東西線朝夕便「八木山小学校前」バス停下車